# شريفة سليمان الجاسم
شريفة سليمان الجاسم الغانم هي حرم أمير دولة الكويت السادس عشر الراحل الشيخ نواف الأحمد الجابر الصباح.

## حياتها
تزوجت من الشيخ نواف الأحمد في خمسينيات القرن العشرين، ولهما من الأولاد أربعة أبناء وبنت واحدة، وهم:
- أحمد (مواليد 1956) رئيس مجلس الوزراء الكويتي.[4]
- فيصل (مواليد 1957) نائب رئيس الحرس الوطني، وكان وكيلًا لوزارة الداخلية.[5]
- عبد الله (مواليد 1958) نائب رئيس الأركان العامة للجيش الكويتي.[6]
- سالم (مواليد 1960) رئيس جهاز أمن الدولة.[7]
- شيخة (مواليد 1962).